# Начес (Вашингтон)
Начес (англ. Naches) — місто (англ. town) в США, в окрузі Якіма штату Вашингтон. Населення — 1084 особи (2020).

## Географія
Начес розташований за координатами 46°43′37″ пн. ш. 120°41′39″ зх. д. / 46.72694° пн. ш. 120.69417° зх. д. (46.727024, -120.694060).  За даними Бюро перепису населення США в 2010 році місто мало площу 1,78 км², уся площа — суходіл.

### Клімат
| Клімат : Начес               | Клімат : Начес | Клімат : Начес | Клімат : Начес | Клімат : Начес | Клімат : Начес | Клімат : Начес | Клімат : Начес | Клімат : Начес | Клімат : Начес | Клімат : Начес | Клімат : Начес | Клімат : Начес | Клімат : Начес |
| Показник                     | Січ.           | Лют.           | Бер.           | Квіт.          | Трав.          | Черв.          | Лип.           | Серп.          | Вер.           | Жовт.          | Лист.          | Груд.          | Рік            |
| Абсолютний максимум, °C      | 20,0           | 20,6           | 26,7           | 33,3           | 38,9           | 40,6           | 42,8           | 43,3           | 37,8           | 31,1           | 22,8           | 19,4           | 43,3           |
| Середній максимум, °C        | 3,9            | 8,3            | 13,3           | 17,8           | 22,2           | 26,7           | 31,1           | 30,6           | 25,6           | 17,8           | 8,9            | 2,2            | 17,4           |
| Середній мінімум, °C         | −5             | −3,3           | −1,1           | 1,1            | 5,6            | 8,9            | 11,7           | 11,1           | 6,7            | 1,1            | −2,8           | −6,1           | 2,3            |
| Абсолютний мінімум, °C       | −29,4          | −31,7          | −18,3          | −7,8           | −3,9           | −1,1           | 1,1            | 1,7            | −4,4           | −15,6          | −25            | −27,2          | −31,7          |
| Норма опадів, мм             | 29             | 21             | 16             | 14             | 15             | 16             | 6              | 7              | 9              | 14             | 27             | 39             | 213            |
| ---------------------------- | -------------- | -------------- | -------------- | -------------- | -------------- | -------------- | -------------- | -------------- | -------------- | -------------- | -------------- | -------------- | -------------- |
| Джерело: The Weather Channel |                |                |                |                |                |                |                |                |                |                |                |                |                |

## Демографія
Згідно з переписом 2010 року, у місті мешкало 795 осіб у 317 домогосподарствах у складі 225 родин. Густота населення становила 447 осіб/км².  Було 346 помешкань (195/км²).
Расовий склад населення:
| - 92,8 % — білих - 1,5 % — корінних американців - 0,6 % — чорних або афроамериканців - 3,3 % — осіб інших рас |

До двох чи більше рас належало 1,8 %. Частка іспаномовних становила 8,3 % від усіх жителів.
За віковим діапазоном населення розподілялося таким чином: 26,3 % — особи молодші 18 років, 61,1 % — особи у віці 18—64 років, 12,6 % — особи у віці 65 років та старші. Медіана віку мешканця становила 37,4 року. На 100 осіб жіночої статі у місті припадало 98,3 чоловіків;  на 100 жінок у віці від 18 років та старших — 96,0 чоловіків також старших 18 років.
Середній дохід на одне домашнє господарство  становив 48 195 доларів США (медіана — 39 643), а середній дохід на одну сім'ю — 55 562 долари (медіана — 50 096). Медіана доходів становила 41 000 доларів для чоловіків та 30 288 доларів для жінок. За межею бідності перебувало 18,1 % осіб, у тому числі 25,1 % дітей у віці до 18 років та 0,0 % осіб у віці 65 років та старших.
Цивільне працевлаштоване населення становило 403 особи. Основні галузі зайнятості: освіта, охорона здоров'я та соціальна допомога — 12,7 %, мистецтво, розваги та відпочинок — 11,7 %, публічна адміністрація — 10,9 %.